# Samir Xaud
Samir de Araújo Xaud (Boa Vista, 25 de fevereiro de 1984) é um médico e empresário brasileiro, atual presidente da Confederação Brasileira de Futebol (CBF).

## Vida pessoal e formação
Nascido em Boa Vista, em 1984, Samir Xaud é o caçula entre quatro filhos do casal Ilma de Araujo Xaud e José Gama Xaud, uma família tradicional de classe média roraimense.
A mãe foi secretária de educação da prefeitura municipal de Boa Vista na gestão de Ottomar Pinto, entre 1997 e 2000, e também do governo estadual durante o mandato desse mesmo político, entre 2004 a 2007. Ela também foi também vice-reitora da Universidade Estadual de Roraima de 2007 a 2015.
O pai de Samir, mais conhecido como Zeca Xaud, presidiu a Federação Roraimense de Futebol por décadas e conquistou, em eleição em 2023, o 14º mandato consecutivo à frente da entidade local. Além da atividade como dirigente esportivo, Zeca é contador de formação e foi servidor da prefeitura de Boa Vista.
Durante a adolescência, Samir Xaud jogou futebol em times locais na posição de goleiro e chegou a atuar como profissional do Atlético Roraima no início da década de 2000, mas interrompeu a atividade para se dedicar aos estudos.

## Carreira médica e atuação política
Formou-se em medicina pela Universidade Nilton Lins e obteve especialização em infectologia pela Universidade Federal de Roraima e em medicina do esporte pelo Instituto BWS. Foi diretor do Hospital Geral de Roraima. Desde 2019, Samir tem prestado serviços ativos como médico dos clubes locais, principalmente o São Raimundo, quando disputam competições nacionais.
Xaud tentou ingressar na carreira política em duas ocasiões. Em 2018, ele concorreu pelo Partido Verde a uma vaga de deputado estadual na Assembleia Legislativa de Roraima nas eleições de 2018, tendo obtido 2.069 votos e conquistado a quarta suplência. Já nas eleições de 2022, desta vez concorrendo a deputado federal pelo Movimento Democrático Brasileiro, ele terminou como primeiro suplente com 4 816 votos.
Em setembro de 2020, Samir Xaud foi suspenso por dois anos da função de perito médico do Tribunal de Justiça do Estado de Roraima (TJRR) por erro médico. Em 2017, o médico teria periciado apenas o braço de um motociclista que solicitava indenização de seguro obrigatório por lesão permanente na perna após um acidente em Boa Vista. Xaud ignorou os sucessivos pedidos da Defensoria Pública local para esclarecer o caso, o que levou o TJRR decidiu excluir Samir do cadastro geral de peritos do tribunal pelo prazo de dois anos. Xaud nega que a falha tenha acontecido.
No final de 2023, o Ministério Público de Roraima moveu uma ação por improbidade administrativa contra Xaud, com base em uma apuração do Tribunal de Contas do Estado relativo à época em que ele foi diretor-geral do Hospital Geral de Roraima, de 2017 a 2020. O MP-RR apontou um “expediente fraudulento” de gestores do hospital público — Xaud e outros seis gestores teriam simulado serviços para justificar pagamentos a empresa Coopebras, por meio de documentos falsos, causando prejuízo de R$ 1,38 milhão aos cofres públicos. A ação segue tramitando e Xaud alega que o processo não mostra qualquer indício de irregularidade de sua parte.
Atuou como secretário-adjunto de Saúde de Boa Vista, entre maio de 2024 e março de 2025. Uma investigação foi aberta contra Xaud pela Promotoria de Saúde do MP-RR por suspeita de ter acobertado funcionários-fantasmas durante sua gestã. A Promotoria afirmou que, durante o período em que Xaud foi secretário-adjunto, não houve nenhum contato institucional com ele, nem pessoalmente nem por meio de comunicações oficiais. No início de 2025, após receber uma denúncia anônima de que havia médicos recebendo sem trabalhar no Hospital da Criança Santo Antônio, da rede municipal de Boa Vista, a Promotoria de Saúde oficiou a secretaria, que se comprometeu a apurar o caso e garantir a reposição das horas não trabalhadas. No entanto, tanto o secretário titular quanto Xaud, secretário-adjunto, deixaram a pasta, e não foi instaurada investigação.

## Empreendimentos
Samir atua como empresário em diversos ramos, sendo proprietário de um centro de treinamento multidesportivo.
Entre 2016 e 2017, Xaud foi alvo de processos trabalhistas em Boa Vista ligados a Difratelli Móveis, uma loja de móveis na capital de Roraima da qual era sócio junto com a esposa Natalia. Nos processos, funcionários da empresa afirmam que os salários e os valores proporcionais de rescisão (como férias e 13º salário) não foram pagos integralmente e relatam também falta de recolhimento do Fundo de Garantia do Tempo de Serviço e retenção das carteiras de trabalho. Por causa disso, a Justiça determinou p bloqueio de veículos e imóveis e a busca saldos bancários em nome de Xaud até que fosse pago, mediante acordo, ao menos R$ 24 mil de indenização.
Em março de 2021, Xaud tentou realizar a regularização fundiária em um terreno situado em área ambiental em Rorainópolis. Alegando ter a posse de terra desde 2008, Xaud registrou no tabelionato a escritura de posse da Fazenda Paraíso Perdido, cerca de 13 anos após ter obtido a posse. Dias após a aplicação, a fazenda foi registrada no Cadastro Ambiental Rural e, em maio daquele ano, o próprio Xaud fez requerimento junto à superintendência do Instituto Nacional de Colonização e Reforma Agrária para regularização fundiária da fazenda. No entanto, um parecer técnico da Fundação Estadual do Meio Ambiente de Roraima cancelou o registro por invadir a Reserva Itapará-Boiaçu em 2023, já que havia sido criada antes da alegada posse por Xaud. Desde o revés, Xaud tem negado ser proprietário da fazenda.

## Gestão esportiva e presidência da CBF
Em 2023, após a reeleição de seu pai na Federação Roraimense de Futebol, Samir Xaud tornou-se gestor da entidade e, na prática, o presidente de fato da federação roraimense. Em janeiro de 2025, Samir Xaud foi eleito para presidir a FRF para o quadriênio 2027–2031, sucedendo seu pai, Zeca Xaud, dirigente que comandava ininterruptamente a entidade por quatro décadas.
Com a queda de Ednaldo Rodrigues da presidência da Confederação Brasileira de Futebol, em maio de 2025, tornou-se o candidato único para assumir a organização máxima do futebol do Brasil.
Xaud foi o primeiro a se inscrever para a disputa ao ter obtido o apoio de 25 federações e 10 clubes. Como as regras da CBF exigem o endosso de ao menos oito federações estaduais para inscrição, a chapa de Xaud inviabilizou qualquer outra candidatura, já que somente a Federação Paulista de Futebol e a Federação Mato-Grossense de Futebol não a endossaram. Dessa forma, o médico foi eleito como presidente da CBF para um mandato até 2029.
Embora tenha sido candidato único, Xaud não conseguiu unanimidade de votos, devido ao boicote de 20 clubes e da Federação Paulista ao pleito. Isso se deu pelas diversas controvérsias ligadas ao seu nome, incluindo um histórico de ações trabalhistas, fraude em hospital público, erro médico, regularização de terras em área de proteção ambiental, dentre outras irregularidades.
No dia 30 de julho de 2025, Xaud foi alvo de ação Operação Caixa Preta da Polícia Federal, que cumpriu mandados de busca e apreensão na sede da CBF por suspeita de crimes eleitorais em Roraima.